# کانن ئی‌اواس ۵۰۰ان
کانن ئی‌اواس ۵۰۰ان (به انگلیسی: Canon EOS 500N) یک دوربین عکاسی تک‌لنزی بازتابی ساخت شرکت کانن است.